# (100027) Hannaharendt
(100027) Hannaharendt es un asteroide perteneciente al cinturón de asteroides, descubierto el 12 de octubre de 1990 por Freimut Börngen y el también astrónomo Lutz Dieter Schmadel desde el Observatorio Karl Schwarzschild, en Tautenburg, Alemania.

## Designación y nombre
Designado provisionalmente como 1990 TR3. Fue nombrado Hannaharendt en honor a Hannah Arendt, filósofa política alemana conocida por su extensa obra sobre crítica en asuntos judíos y estudios de totalitarismo. En el año 1933, emigró de Alemania a Francia y en 1941 para los Estados Unidos.

## Características orbitales
Hannaharendt está situado a una distancia media del Sol de 2,415 ua, pudiendo alejarse hasta 2,960 ua y acercarse hasta 1,869 ua. Su excentricidad es 0,225 y la inclinación orbital 1,507 grados. Emplea 1370 días en completar una órbita alrededor del Sol.

## Características físicas
La magnitud absoluta de Hannaharendt es 16,3.